# Garrincha
Manoel Francisco Dos Santos (født 28. oktober 1933 i Pau Grande, død 20. januar 1983), kaldet Garrincha, var en brasiliansk fodboldspiller og betragtes af FIFA som den bedste brasilianske spiller i historien efter Pelé.
Det usædvanlige ved Garrincha var, at han var født som krøbling. Han var kalveknæet på det ene ben og hjulbenet på det andet. Alligevel fik han en enestående karriere som fodboldspiller.
Han var højre wing og blev kendt som verdens bedste dribler nogensinde og blev verdensmester med Brasilien i 1958 og 1962. I løbet af sin karriere på fodboldlandsholdet spillede han 60 landskampe, hvoraf holdet vandt de 52 og spillede 7 uafgjort.
Under VM i 1962 blev Garrincha kåret til "turneringens bedste spiller". Hans eneste nederlag i en landskamp kom i hans sidste kamp, som faldt under VM i England 1966.
Hans første professionelle klub var Botafogo, for hvem han spillede 581 kampe og scorede 232 mål. 
Garrincha fik 8 døtre med sin første hustru Nair og et uvist antal børn med sine øvrige kvindebekendskaber. Blandt andet fik han en søn med en svensk pige, som han mødte under en turné til Sverige i 1959 . 
Garrincha døde af alkoholmisbrug.